# Gorges de Rosenlaui
Les gorges de Rosenlaui (en allemand : Gletscherschlucht Rosenlaui) sont une gorge étroite en dessous du glacier du Rosenlaui en Suisse. Elles se trouvent sur le territoire de la commune de Schattenhalb, dans la Reichenbachtal, dans le canton de Berne.

## Classement
Les gorges font partie du patrimoine mondial Alpes suisses Jungfrau-Aletsch. Un chemin de 573 mètres de longueur avec plusieurs tunnels et un dénivelé de 155 mètres a été dynamité dans la roche. La gorge est fermée d'octobre à mai.

## Histoire
Déjà au XIXe siècle, la gorge de Rosenlaui était mentionnée dans les livres de voyage. À cette époque, un simple escalier en bois menait au ravin. En 1901, l'hôtelier de Meiringen, Kaspar Brog, reprit possession des possessions de Rosenlaui et envisagea d'ouvrir la partie supérieure du ravin sauvage. Le 28 octobre 1901, les travaux de construction ont commencé et le 6 juin 1903, l'ouverture a eu lieu.
À l'hiver 1930/31, les descendants de Kaspar Brog avaient prolongé le chemin de ravin jusqu'à sa longueur actuelle. Plus tard, le sentier a été rénové et adapté aux normes de sécurité actuelles. Les deux plus longs tunnels ont été équipés d'un système d'éclairage solaire ces dernières années.